# Страхиња Павловић
Страхиња Павловић (Шабац, 24. маја 2001) српски је фудбалер. Тренутно наступа за Милан из Италије. Висок је 194 центиметра и игра на позицији штопера.

## Каријера

### Партизан

#### Сезона 2018/19: прикључење сениорском погону
Страхиња Павловић је фудбал почео да тренира у родном Шапцу, са шест година старости. Своје прве фудбалске кораке начинио је у локалном клубу, Савацијуму, где се задржао до лета 2015. Његове партије у тој екипи биле су примећене од стране спортског сектора Партизана, те се београдском клубу прикључио посредством Душана Трбојевића и Слађана Шћеповића. Укупно износ тренинг компензације износио је 324 хиљаде динара. Са одговарајућом селекцијом Партизана учествовао је на Турниру пријатељства, а недуго затим и званично приступио пионирима тог клуба. Годину дана касније, уступљен је филијали, Телеоптику, где је у сезони 2016/17. био члан екипе млађих кадета. По повратку у Партизан, следеће такмичарске године наступао је за кадетску селекцију, која је сезону окончала на другој позицији, уз једнак број освојених бодова са водећом Црвеном звездом.
У јесен 2018, Павловић је прикључен тренинзима првог тима Партизана, код тренера Зорана Мирковића, претходно потписавши професионални уговор са клубом у трајању од три године. Почетком наредне године, Павловић се одазвао првој прозивци Партизана након зимске паузе. Нешто касније наступио је на првој контролној утакмици у 2019, против Телеоптика, а затим се нашао и на списку играча за припреме у Белеку. Током припремног периода, Павловић је наступио на 4 припремне утакмице, против Слована из Либереца, Краковије, Шахтјора из Доњецка, те екипе Крила Совјетов из Самаре. Мирковић је на тим утакмицама Павловића два пута користио од почетка, док је на преостала два сусрета у игру улазио са клупе. На генералној проби, против Младости из Добоја код Какња, Павловић није био у протоколу. На отварању пролећног дела првенства Србије, против против ОФК Бачке у Бачкој Паланци, Павловић је такође изостављен из протокола. Након повреде Светозара Марковића на том сусрету, Павловић је неколико дана касније најављен као дебитант за утакмицу 23. кола Суперлиге Србије у сезони 2018/19, против Пролетера из Новог Сада. Павловић се на том сусрету, одиграном 23. фебруара 2019, нашао у стартној постави Партизана, а на терену је провео свих 90 минута. Партизан је утакмицу добио резултатом 3ː0, док је Павловић јавно опоменут. Недељу дана касније, 2. марта исте године, Павловић је одиграо свој први Вечити дерби, а у тренутку одигравања утакмице његова старост била је 17 година и 282 дана. Као и на утакмици претходног кола, Павловић је и на том сусрету добио жути картон. Касније, у наставку такмичења, Павловић се усталио у постави Партизана, те је одиграо све утакмице до репрезентативне паузе средином марта, укључујући и сусрет четвртине финала Купа Србије, против Напретка у Крушевцу.
По повратку са репрезентативне паузе, новоизабрани тренер Партизана, Саво Милошевић, Павловића није уврстио у протокол утакмице 28. кола Суперлиге Србије, против Напретка у Крушевцу. Након утакмице саопштено је да је Павловић тај сусрет пропустио због повреде. У састав се вратио за сусрет претпоследњег кола регуларног дела првенства, када је Партизан остварио победу од 3ː2 над екипом Чукаричког. На утакмици другог кола доигравања, против екипе Радничког у Нишу, Саво Милошевић је Павловића, који је у том тренутку имао три жута картона, изоставио из протокола. У следећем колу одигран је 160. Вечити дерби, други заредом који је Павловић започео на терену. На тој утакмици му је судија Новак Симовић показао два жута картона, због чега је у последњем минуту регуларног дела утакмице искључен са терена. На утакмици претпоследњег кола, против Војводине, Павловић је најпре направио прекршај над Дејаном Зукићем, који је реализовао Милан Ђурић, а потом изнудио једанаестерац за свој тим, који је Емил Роцков одбранио Горану Закарићу. Због четвртог жутог картона, који му је показан на том сусрету, Павловић је пропустио затварање сезоне у Суперлиги Србије, против екипе Пролетера. Дан пре свог пунолетства, 23. маја 2019. године, Павловић је освојио први трофеј у професионалној каријери са Партизаном, минималном победом над Црвеном звездом у Финалу Купа Србије на Стадиону Рајко Митић.

## Репрезентација

### Млађе селекције
Током 2014, Павловић је наступао за селекцију Западне Србије у свом узрасту. У априлу наредне године, Павловић је позван на прво тренажно окупљање млађе пионирске селекције, као члан шабачког Савацијума. Павловић је добио позив Владимира Јешића у састав млађе кадетске репрезентацију Србије, за пријатељске утакмице против одговарајуће селекције Чешке. На другој од њих, одиграној 20. октобра 2016, Павловић је уписао свој дебитантски наступ, ушавши у игру уместо Бојана Балажа у 65. минуту утакмице. Почетком маја наредне године, Павловић је изостављен са првобитног списка учесника за међународни турнир „Миљан Миљанић“, док је на отварању тог такмичења наступио уласком у игру уместо Стефана Радмановца у 73. минуту утакмице против Финске. Услед забране Црвене звезде својим играчима да наступе на следећем сусрету, Павловић је наредног дана увршен у стартну поставу. Победом над селекцијом Казахстана, у којој је Павловић погодио за коначних 4 : 0, Србија је са 4 бода из две утакмице освојила прво место на том турниру. У септембру 2017, под вођством истог селектора, Павловић је добио позив у кадетску репрезентацију за две провере против Јерменије, од којих је једном у игру ушао са клупе, а други сусрет почео на терену. Павловић је, потом, добио позив за први круг квалификација за Европско првенство. На првој утакмици те фазе такмичења, игру је ушао уместо Ивана Илића у 51. минуту, а нешто касније постигао шести од укупно седам погодака Србије на тој утакмици. Три дана касније, наступио је и против Норвешке, такође као резервиста. Крајем августа 2018, Павловић је добио позив селектора омладинске репрезентације Србије, Ненада Сакића, за традиционални турнир „Стеван Ћеле Вилотић“. На отварању тог турнира, 6. септембра исте године, против селекције Мађарске, Павловић је забележио свој први наступ за екипу Србије у узрасту до 19 година старости, као члан годину дана млађе генерације. Почетком децембра 2018, Павловић је добио позив селектора млађе омладинске репрезентације, Ивана Јевића, за турнир у Израелу, на ком касније није наступао. Поразом у другом колу елитне рунде квалификација за европско првенство, Павловић је са селекцијом до 19 година старости елиминисан из даљег такмичења у марту 2019. Последње коло квалификационог циклуса, против екипе Италије, Павловић је пропустио услед суспензије због акумулираних жутих картона. Селектор младе репрезентације Србије, Ненад Миловановић, позвао је Павловића на окупљање пред почетак квалификационог циклуса за Европско првенство. Дебитовао је против Русије 6. септембра 2019. године, када је Србија поражена минималним резултатом. Неколико дана касније одиграо је и читав сусрет са Летонијом који је завршен резултатом 1 : 1. Павловић је након смене Миловановића био и на првом списку Илије Столице наредног месеца, а затим одиграо утакмице против Бугарске и Пољске. Павловић је и у новембру био на списку Илије Столице, али је потом због повреде пропустио сусрете са Естонијом и Русијом. У септембру наредне године, Павловић није био на списку играча, услед обавеза у сениорском тиму.

### Сениорски састав
У августу 2020, Павловић је увршен на списак играча које је селектор Србије, Љубиша Тумбаковић, позвао за почетак такмичења у Лиги нација. Свој дебитантски наступ остварио је против Русије на Стадиону Лав Јашин у Москви. Тада је на терену провео 65 минута, после чега је уместо њега у игру ушао капитен Александар Коларов. Србија је поражена резултатом 3 : 1. Три дана касније, Павловић је одиграо читав сусрет са Турском на Стадиону Рајко Митић који је завршен без погодака. Тумбаковић је Павловића уврстио на списак репрезентативаца и за утакмице у октобру исте године. Такође, после четири утакмице које је одиграо 2020, Павловићево име нашло и на првом списку новог селектора, Драгана Стојковића Пиксија почетком марта наредне године. Свој први погодак за репрезентацију Србије Павловић је постигао на пријатељској утакмици са Јамајком, одиграној 7. јуна 2021. године у Јапану.

## Начин игре

### Формирање и сениорски почеци
Мало је левоногих штопера као што је наш Страхиња Павловић. Таквог играча Европа жели. Има све предиспозиције, мада мора да ради на себи. Дрчан је, безобразан, што ми се баш свиђа. Има став. Видим у њему лидера у кратком периоду.

—Милан Смиљанић, фебруар 2019.
Страхиња Павловић је 194 центиметра високи фудбалер, који је у сениорској конкуренцији дебитовао на позицији централног одбрамбеног играча. Током развоја у млађим категоријама, Павловић је у различитим системима био коришћен на више различитих позиција, у свим линијама тима. Клубу је приступио као решење на позицији задњег везног играча, али је услед повреде презимењака Лазара, касније играо и у предњем делу везног реда. Коришњен је и на бочној позицији, односно у шпицу напада. Тренер Слађан Шћеповић му је доделио улогу левог штопера, која се сматра дефицитарном у модерном фудбалу. У млађим категоријама Партизана, Павловић се развијао као фудбалер са агресивним стилом игре и физичком надмоћношћу у дуелима.
Тренинзима првог тима Партизана Павловић је прикључен ујесен 2018. године, као најталентованији штопер у клупској школи, према оцени спортског сектора. Потписавши трогодишњи професионални уговор, Павловић је представљен као клупски пројекат, те означен као наследник Николе Миленковића, који је из Партизана остварио уносан међународни трансфер. Павловић се, почетком наредне године, одазвао првој прозивци тренера Зорана Мирковића и касније са клубом прошао комплетне зимске припреме. Током тог периода одиграо је 4 пријатељске утакмице, а тренер Мирковић га је користио у различитим тандемима, са свим расположивим играчима на које је рачунао за позиције у централном делу одбрамбене линије. Павловић је, потом, лиценциран за други део сезоне 2018/19. у Суперлиги Србије, а након повреде Светозара Марковића, Павловић је увршен у најужу конкуренцију за сениорски састав Партизана. У постави првог тима на званичном сусрету први пут се нашао на утакмици 23. кола, против новосадског Пролетера. Партизан је на том сусрету победио резултатом 3ː0, док је Павловић одиграо читаву утакмицу и добио жути картон. Неколико дана касније, са 17 година и 282 дана старости, Павловић је одиграо свој први Вечити дерби, када је такође санкционисан, због прекршаја над Ричмондом Боаћијем.

Од када се он нама придружио, ја сам видео да је у питању млад момак пун самопоуздања, да верује у себе и да зна који су његови квалитети. Он је од првог момента ушао у тренинг са нама без икаквог респекта. честитао бих му овом приликом. Могу да кажем да је Боаћија, који је најбољи шпиц у нашој лиги, да га је поништио тотално. За једног седамнаестогодишњака то је велика ствар.

—Данило Пантић, утисци 159. Вечитог дербија.
Игра Павловића на тој утакмица оцењена је као задовољавајућа, али му је замерена реакција код поготка противника и губљење директних окршаја са Миланом Павковим у другом полувремену, те ризиковање искључења након добијеног жутог картона. Медији су Павловићу најчешће додељивали оцену 7, или већу. У следећем колу, против нишког Радничког, Партизан је поражен минималним резултатом, а једини погодак постигнут је након лоше интервенције Павловића. Павловић је прве три утакмице као професионалац одиграо у пару са Марком Валијентеом, који се тако померио на позицију десног штопера. Услед суспензије због картона, Валијенте је пропустио утакмицу против Вождовца на крову Тржног центра, а Павловић је на тој утакмици наступио у тандему са Бојаном Остојићем. Партизан је утакмицу изгубио голом Драгољуба Срнића, а Павловић је добио свој 3. жути картон на 4. утакмици у саставу.

### Професионални фудбал
По конституцији су идентични. Једино се разликују по томе што је Миленковић дешњак, а Павловић игра левом ногом. Одушевљава ме његова спремност да учи, слуша Валијентеове и моје савете.

—Бојан Остојић, о Страхињи Павловићу и Николи Миленковићу, април 2019.
Након неколико утакмица у првој постави Партизана, медији су пренели да за Павловића постоји интересовање клубова из Лига петице, те се лицитирало ценама од неколико милиона евра. Као најозбиљнији конкурент тада је наведен италијански Јувентус. У анализи игре Партизана након повреде Светозара Марковића, до репрезентативне паузе у марту месецу, примећено је да је екипа примила шест голова на пет првенствених утакмица, док је са њим на терену екипа сачувала своју мрежу на 14 од укупно 21 сусрета. Марковић је оценио да се његов млађи саиграч добро уклопио у сениорски састав. Након смене Зорана Мирковића, Павловић је члан стартне поставе био и код Жарка Лазетића, а касније и Сава Милошевића. Као једног од својих фудбалских узора, Павловић је означио Ђорђа Кјелинија, док је на уласку у први тим Партизана задужио је дрес са бројем 3, који је тај играч носио у највећем делу каријере. На утакмици претпоследњег кола Суперлиге Србије, против Војводине, Павловић је одбрамбену линију чинио са Светозаром Марковићем, Златаном Шеховићем и Немањом Р. Милетићем, која је тако представљала једну од најмлађих у 21. веку. Павловић је на тој утакмици најпре скривио једанаестерац за Војводину, а потом изнудио и пенал за свој тим. Партизан је тада победио резултатом 2:1. У свом тескту за италијански портал Калчомеркато, новинар Андреа Дистасо представио га је као фудбалера са израженом тактичком интелигенцијом, којом надокнађује недостатак брзине. Упоређен је са Немањом Видићем, некадашњим репрезентативцем Србије, који је такође наступао на позицији штопера.

## Статистика

#### Клупска
Ажурирано 2. јануара 2021.
|          |          |                     |    |   |   |   |    |   |   |   |    |   |  |  |
| Партизан | 2018/19. | Суперлига Србије    | 11 | 0 | 4 | 0 | —  | — | — | — | 15 | 0 |  |  |
| Партизан | 2019/20. | Суперлига Србије    | 26 | 1 | 4 | 1 | 12 | 0 | — | — | 42 | 2 |  |  |
| Партизан | Укупно   | Укупно              | 37 | 1 | 8 | 1 | 12 | 0 | — | — | 57 | 2 |  |  |
|          |          |                     |    |   |   |   |    |   |   |   |    |   |  |  |
| Монако   | 2020/21. | Прва лига Француске | 1  | 0 | 0 | 0 | —  | — | — | — | 1  | 0 |  |  |
|          |          |                     |    |   |   |   |    |   |   |   |    |   |  |  |
| Каријера | Каријера | Каријера            | 38 | 1 | 8 | 1 | 12 | 0 | — | — | 58 | 2 |  |  |
|          |          |                     |    |   |   |   |    |   |   |   |    |   |  |  |

### Утакмице у дресу репрезентације
| Репрезентација Србије у узрасту до 16 година старости | Репрезентација Србије у узрасту до 16 година старости                    | Репрезентација Србије у узрасту до 16 година старости                    | Репрезентација Србије у узрасту до 16 година старости                    | Репрезентација Србије у узрасту до 16 година старости                    | Репрезентација Србије у узрасту до 16 година старости                    | Репрезентација Србије у узрасту до 16 година старости                    | Репрезентација Србије у узрасту до 16 година старости | Репрезентација Србије у узрасту до 16 година старости | Репрезентација Србије у узрасту до 16 година старости |
| #                                                     | Датум                                                                    | Такмичење                                                                | Локација                                                                 | Домаћин                                                                  | Резултат                                                                 | Гост                                                                     | Мин.                                                  | Гол                                                   | Реф.                                                  |
| ----------------------------------------------------- | ------------------------------------------------------------------------ | ------------------------------------------------------------------------ | ------------------------------------------------------------------------ | ------------------------------------------------------------------------ | ------------------------------------------------------------------------ | ------------------------------------------------------------------------ | ----------------------------------------------------- | ----------------------------------------------------- | ----------------------------------------------------- |
| 1.                                                    | 20. октобар 2016.                                                        | Пријатељска утакмица                                                     | Стадион СК Сокол, Брозани на Охри                                        | Чешка                                                                    | 1 : 0                                                                    | Србија                                                                   |                                                       |                                                       | [ 43 ]                                                |
| 2.                                                    | 19. мај 2017.                                                            | Меморијални турнир „Миљан Миљанић”                                       | Кућа фудбала, Стара Пазова                                               | Србија                                                                   | 1 : 1                                                                    | Финска                                                                   |                                                       |                                                       | [ 45 ]                                                |
| 3.                                                    | 20. мај 2017.                                                            | Меморијални турнир „Миљан Миљанић”                                       | Кућа фудбала, Стара Пазова                                               | Србија                                                                   | 4 : 0                                                                    | Казахстан                                                                |                                                       | Гол                                                   | [ 46 ]                                                |
| 3                                                     | Укупан број утакмица, постигнутих погодака и минута проведених на терену | Укупан број утакмица, постигнутих погодака и минута проведених на терену | Укупан број утакмица, постигнутих погодака и минута проведених на терену | Укупан број утакмица, постигнутих погодака и минута проведених на терену | Укупан број утакмица, постигнутих погодака и минута проведених на терену | Укупан број утакмица, постигнутих погодака и минута проведених на терену |                                                       | 1                                                     | [ 94 ]                                                |

| Репрезентација Србије у узрасту до 17 година старости | Репрезентација Србије у узрасту до 17 година старости                    | Репрезентација Србије у узрасту до 17 година старости                    | Репрезентација Србије у узрасту до 17 година старости                    | Репрезентација Србије у узрасту до 17 година старости                    | Репрезентација Србије у узрасту до 17 година старости                    | Репрезентација Србије у узрасту до 17 година старости                    | Репрезентација Србије у узрасту до 17 година старости | Репрезентација Србије у узрасту до 17 година старости | Репрезентација Србије у узрасту до 17 година старости |
| #                                                     | Датум                                                                    | Такмичење                                                                | Локација                                                                 | Домаћин                                                                  | Резултат                                                                 | Гост                                                                     | Гол                                                   | Реф.                                                  |                                                       |
| ----------------------------------------------------- | ------------------------------------------------------------------------ | ------------------------------------------------------------------------ | ------------------------------------------------------------------------ | ------------------------------------------------------------------------ | ------------------------------------------------------------------------ | ------------------------------------------------------------------------ | ----------------------------------------------------- | ----------------------------------------------------- | ----------------------------------------------------- |
| 1.                                                    | 12. септембар 2017.                                                      | Пријатељска утакмица                                                     | Кућа фудбала, Стара Пазова                                               | Србија                                                                   | 4 : 0                                                                    | Јерменија                                                                |                                                       | [ 48 ]                                                |                                                       |
| 2.                                                    | 14. септембар 2017.                                                      | Пријатељска утакмица                                                     | Кућа фудбала, Стара Пазова                                               | Србија                                                                   | 5 : 0                                                                    | Јерменија                                                                |                                                       | [ 49 ]                                                |                                                       |
| 3.                                                    | 18. октобар 2017.                                                        | Квалификације за Европско првенство                                      | Кућа фудбала, Стара Пазова                                               | Србија                                                                   | 7 : 0                                                                    | Гибралтар                                                                | Гол                                                   | [ 51 ]                                                |                                                       |
| 4.                                                    | 21. октобар 2017.                                                        | Квалификације за Европско првенство                                      | Кућа фудбала, Стара Пазова                                               | Србија                                                                   | 2 : 1                                                                    | Норвешка                                                                 |                                                       | [ 52 ]                                                |                                                       |
| 4                                                     | Укупан број утакмица, постигнутих погодака и минута проведених на терену | Укупан број утакмица, постигнутих погодака и минута проведених на терену | Укупан број утакмица, постигнутих погодака и минута проведених на терену | Укупан број утакмица, постигнутих погодака и минута проведених на терену | Укупан број утакмица, постигнутих погодака и минута проведених на терену | Укупан број утакмица, постигнутих погодака и минута проведених на терену | 1                                                     | [ 94 ]                                                |                                                       |

| Репрезентација Србије у узрасту до 19 година старости | Репрезентација Србије у узрасту до 19 година старости                    | Репрезентација Србије у узрасту до 19 година старости                    | Репрезентација Србије у узрасту до 19 година старости                    | Репрезентација Србије у узрасту до 19 година старости                    | Репрезентација Србије у узрасту до 19 година старости                    | Репрезентација Србије у узрасту до 19 година старости                    | Репрезентација Србије у узрасту до 19 година старости | Репрезентација Србије у узрасту до 19 година старости | Репрезентација Србије у узрасту до 19 година старости |
| #                                                     | Датум                                                                    | Такмичење                                                                | Локација                                                                 | Домаћин                                                                  | Резултат                                                                 | Гост                                                                     | Гол                                                   | Реф.                                                  |                                                       |
| ----------------------------------------------------- | ------------------------------------------------------------------------ | ------------------------------------------------------------------------ | ------------------------------------------------------------------------ | ------------------------------------------------------------------------ | ------------------------------------------------------------------------ | ------------------------------------------------------------------------ | ----------------------------------------------------- | ----------------------------------------------------- | ----------------------------------------------------- |
| 1.                                                    | 6. септембар 2018.                                                       | Меморијални турнир „Стеван Вилотић Ћеле”                                 | Стадион крај Сомборске капије, Суботица                                  | Србија                                                                   | 0 : 1                                                                    | Мађарска                                                                 |                                                       | [ 99 ]                                                |                                                       |
| 2.                                                    | 8. септембар 2018.                                                       | Меморијални турнир „Стеван Вилотић Ћеле”                                 | Стадион Милан Средановић, Кула                                           | Србија                                                                   | 1 : 1                                                                    | Црна Гора                                                                |                                                       | [ 100 ]                                               |                                                       |
| 3.                                                    | 10. септембар 2018.                                                      | Меморијални турнир „Стеван Вилотић Ћеле”                                 | Стадион крај Сомборске капије, Суботица                                  | Србија                                                                   | 1 : 1                                                                    | Израел                                                                   |                                                       | [ 101 ]                                               |                                                       |
| 4.                                                    | 11. октобар 2018.                                                        | Пријатељска утакмица                                                     | Кућа фудбала, Стара Пазова                                               | Србија                                                                   | 0 : 0                                                                    | Русија                                                                   |                                                       | [ 102 ]                                               |                                                       |
| 5.                                                    | 13. октобар 2018.                                                        | Пријатељска утакмица                                                     | Кућа фудбала, Стара Пазова                                               | Србија                                                                   | 0 : 3                                                                    | Русија                                                                   |                                                       | [ 103 ]                                               |                                                       |
| 6.                                                    | 14. новембар 2018.                                                       | Квалификације за Европско првенство                                      | Стадион Стангмор Парк, Дунганон                                          | Србија                                                                   | 2 : 2                                                                    | Казахстан                                                                |                                                       | [ 104 ]                                               |                                                       |
| 7.                                                    | 17. новембар 2018.                                                       | Квалификације за Европско првенство                                      | Стадион Овал, Белфаст                                                    | Северна Ирска                                                            | 1 : 3                                                                    | Србија                                                                   |                                                       | [ 105 ]                                               |                                                       |
| 8.                                                    | 20. новембар 2018.                                                       | Квалификације за Европско првенство                                      | Стадион у Колерејну                                                      | Пољска                                                                   | 1 : 4                                                                    | Србија                                                                   |                                                       | [ 106 ]                                               |                                                       |
| 9.                                                    | 20. март 2019.                                                           | Квалификације за Европско првенство                                      | Стадион у Калдијеру                                                      | Украјина                                                                 | 2 : 2                                                                    | Србија                                                                   |                                                       | [ 107 ]                                               |                                                       |
| 10.                                                   | 23. март 2019.                                                           | Квалификације за Европско првенство                                      | Стадион у Одерцу                                                         | Србија                                                                   | 0 : 2                                                                    | Белгија                                                                  |                                                       | [ 108 ]                                               |                                                       |
| 10                                                    | Укупан број утакмица, постигнутих погодака и минута проведених на терену | Укупан број утакмица, постигнутих погодака и минута проведених на терену | Укупан број утакмица, постигнутих погодака и минута проведених на терену | Укупан број утакмица, постигнутих погодака и минута проведених на терену | Укупан број утакмица, постигнутих погодака и минута проведених на терену | Укупан број утакмица, постигнутих погодака и минута проведених на терену |                                                       | [ 94 ]                                                |                                                       |

| Репрезентација Србије у узрасту до 21 године старости | Репрезентација Србије у узрасту до 21 године старости                    | Репрезентација Србије у узрасту до 21 године старости                    | Репрезентација Србије у узрасту до 21 године старости                    | Репрезентација Србије у узрасту до 21 године старости                    | Репрезентација Србије у узрасту до 21 године старости                    | Репрезентација Србије у узрасту до 21 године старости                    | Репрезентација Србије у узрасту до 21 године старости | Репрезентација Србије у узрасту до 21 године старости | Репрезентација Србије у узрасту до 21 године старости |
| #                                                     | Датум                                                                    | Такмичење                                                                | Локација                                                                 | Домаћин                                                                  | Резултат                                                                 | Гост                                                                     | Гол                                                   | Реф.                                                  |                                                       |
| ----------------------------------------------------- | ------------------------------------------------------------------------ | ------------------------------------------------------------------------ | ------------------------------------------------------------------------ | ------------------------------------------------------------------------ | ------------------------------------------------------------------------ | ------------------------------------------------------------------------ | ----------------------------------------------------- | ----------------------------------------------------- | ----------------------------------------------------- |
| 1.                                                    | 6. септембар 2019.                                                       | Квалификације за Европско првенство                                      | Мордовија арена, Саранск                                                 | Русија                                                                   | 1 : 0                                                                    | Србија                                                                   |                                                       | [ 59 ]                                                |                                                       |
| 2.                                                    | 10. септембар 2019.                                                      | Квалификације за Европско првенство                                      | Стадион Карађорђе, Нови Сад                                              | Србија                                                                   | 1 : 1                                                                    | Летонија                                                                 |                                                       | [ 60 ]                                                |                                                       |
| 3.                                                    | 11. октобар 2019.                                                        | Квалификације за Европско првенство                                      | Стадион Славије, Софија                                                  | Бугарска                                                                 | 0 : 1                                                                    | Србија                                                                   |                                                       | [ 62 ]                                                |                                                       |
| 4.                                                    | 15. октобар 2019.                                                        | Квалификације за Европско првенство                                      | Стадион Виђева, Лођ                                                      | Пољска                                                                   | 1 : 0                                                                    | Србија                                                                   |                                                       | [ 63 ]                                                |                                                       |
| 4                                                     | Укупан број утакмица, постигнутих погодака и минута проведених на терену | Укупан број утакмица, постигнутих погодака и минута проведених на терену | Укупан број утакмица, постигнутих погодака и минута проведених на терену | Укупан број утакмица, постигнутих погодака и минута проведених на терену | Укупан број утакмица, постигнутих погодака и минута проведених на терену | Укупан број утакмица, постигнутих погодака и минута проведених на терену |                                                       | [ 94 ]                                                |                                                       |

| Фудбалска репрезентација Србије | Фудбалска репрезентација Србије                                          | Фудбалска репрезентација Србије                                          | Фудбалска репрезентација Србије                                          | Фудбалска репрезентација Србије                                          | Фудбалска репрезентација Србије                                          | Фудбалска репрезентација Србије                                          | Фудбалска репрезентација Србије | Фудбалска репрезентација Србије | Фудбалска репрезентација Србије |
| #                               | Датум                                                                    | Такмичење                                                                | Локација                                                                 | Домаћин                                                                  | Резултат                                                                 | Гост                                                                     | Мин.                            | Гол                             | Реф.                            |
| ------------------------------- | ------------------------------------------------------------------------ | ------------------------------------------------------------------------ | ------------------------------------------------------------------------ | ------------------------------------------------------------------------ | ------------------------------------------------------------------------ | ------------------------------------------------------------------------ | ------------------------------- | ------------------------------- | ------------------------------- |
| 1.                              | 3. септембар 2020.                                                       | Лига нација                                                              | Стадион Лав Јашин, Москва                                                | Русија                                                                   | 3 : 1                                                                    | Србија                                                                   |                                 |                                 | [ 109 ]                         |
| 2.                              | 6. септембар 2020.                                                       | Лига нација                                                              | Стадион Рајко Митић, Београд                                             | Србија                                                                   | 0 : 0                                                                    | Турска                                                                   |                                 |                                 | [ 110 ]                         |
| 3.                              | 11. октобар 2020.                                                        | Лига нација                                                              | Стадион Рајко Митић, Београд                                             | Србија                                                                   | 0 : 1                                                                    | Мађарска                                                                 |                                 |                                 | [ 111 ]                         |
| 4.                              | 18. новембар 2020.                                                       | Лига нација                                                              | Стадион Рајко Митић, Београд                                             | Србија                                                                   | 5 : 0                                                                    | Русија                                                                   |                                 |                                 | [ 112 ]                         |
| 5.                              | 24. март 2021.                                                           | Квалификације за Светско првенство                                       | Стадион Рајко Митић, Београд                                             | Србија                                                                   | 3 : 2                                                                    | Република Ирска                                                          |                                 |                                 | [ 113 ]                         |
| 6.                              | 27. март 2021.                                                           | Квалификације за Светско првенство                                       | Стадион Рајко Митић, Београд                                             | Србија                                                                   | 2 : 2                                                                    | Португалија                                                              |                                 |                                 | [ 114 ]                         |
| 7.                              | 30. март 2021.                                                           | Квалификације за Светско првенство                                       | Олимпијски стадион у Бакуу                                               | Азербејџан                                                               | 1 : 2                                                                    | Србија                                                                   |                                 |                                 | [ 115 ]                         |
| 8.                              | 7. јун 2021.                                                             | Пријатељска утакмица                                                     | Стадион у Микију, Префектура Хјого, Јапан                                | Србија                                                                   | 1 : 1                                                                    | Јамајка                                                                  |                                 | Гол                             | [ 71 ]                          |
| 9.                              | 11. јун 2021.                                                            | Пријатељска утакмица                                                     | Стадион Мисаки Парк, Кобе                                                | Јапан                                                                    | 1 : 0                                                                    | Србија                                                                   |                                 |                                 | [ 116 ]                         |
| 10.                             | 1. септембар 2021.                                                       | Пријатељска утакмица                                                     | Стадион Нађерде, Дебрецин                                                | Катар                                                                    | 0 : 4                                                                    | Србија                                                                   |                                 |                                 | [ 117 ]                         |
| 11.                             | 4. септембар 2021.                                                       | Квалификације за Светско првенство                                       | Стадион Рајко Митић, Београд                                             | Србија                                                                   | 4 : 1                                                                    | Луксембург                                                               |                                 |                                 | [ 118 ]                         |
| 12.                             | 7. септембар 2021.                                                       | Квалификације за Светско првенство                                       | Стадион Авива, Даблин                                                    | Република Ирска                                                          | 1 : 1                                                                    | Србија                                                                   |                                 |                                 | [ 119 ]                         |
| 13.                             | 9. октобар 2021.                                                         | Квалификације за Светско првенство                                       | Стадион Луксембург, Луксембург                                           | Луксембург                                                               | 0 : 1                                                                    | Србија                                                                   |                                 |                                 | [ 120 ]                         |
| 14.                             | 11. новембар 2021.                                                       | Пријатељска утакмица                                                     | Стадион Рајко Митић, Београд                                             | Србија                                                                   | 4 : 0                                                                    | Катар                                                                    |                                 |                                 | [ 121 ]                         |
| 15.                             | 14. новембар 2021.                                                       | Квалификације за Светско првенство                                       | Стадион светлости, Лисабон                                               | Португалија                                                              | 1 : 2                                                                    | Србија                                                                   |                                 |                                 | [ 122 ]                         |
| 16.                             | 24. март 2022.                                                           | Пријатељска утакмица                                                     | Пушкаш арена, Будимпешта                                                 | Мађарска                                                                 | 0 : 1                                                                    | Србија                                                                   |                                 |                                 | [ 123 ]                         |
| 17.                             | 29. март 2022.                                                           | Пријатељска утакмица                                                     | Стадион Паркен, Копенхаген                                               | Данска                                                                   | 3 : 0                                                                    | Србија                                                                   |                                 |                                 | [ 124 ]                         |
| 18.                             | 2. јун 2022.                                                             | Лига нација                                                              | Стадион Рајко Митић, Београд                                             | Србија                                                                   | 0 : 1                                                                    | Норвешка                                                                 |                                 |                                 | [ 125 ]                         |
| 19.                             | 9. јун 2022.                                                             | Лига нација                                                              | Френдс арена, Стокхолм                                                   | Шведска                                                                  | 0 : 1                                                                    | Србија                                                                   |                                 |                                 | [ 126 ]                         |
| 20.                             | 12. јун 2022.                                                            | Лига нација                                                              | Стадион Стожице, Љубљана                                                 | Словенија                                                                | 2 : 2                                                                    | Србија                                                                   |                                 |                                 | [ 127 ]                         |
| 21.                             | 27. септембар 2022.                                                      | Лига нација                                                              | Стадион Улевол, Осло                                                     | Норвешка                                                                 | 0 : 2                                                                    | Србија                                                                   |                                 |                                 | [ 128 ]                         |
| 22.                             | 19. новембар 2022.                                                       | Пријатељска утакмица                                                     | Стадион Мухарак, Арад                                                    | Бахреин                                                                  | 1 : 5                                                                    | Србија                                                                   |                                 |                                 | [ 129 ]                         |
| 23.                             | 24. новембар 2022.                                                       | Светско првенство                                                        | Стадион Лусаил Ајконик, Лусаил                                           | Бразил                                                                   | 2 : 0                                                                    | Србија                                                                   |                                 |                                 | [ 130 ]                         |
| 24.                             | 28. новембар 2022.                                                       | Светско првенство                                                        | Стадион Ел Џануб, Вакра                                                  | Камерун                                                                  | 3 : 3                                                                    | Србија                                                                   |                                 | Гол                             | [ 131 ]                         |
| 25.                             | 2. децембар 2022.                                                        | Светско првенство                                                        | Стадион 974, Доха                                                        | Србија                                                                   | 2 : 0                                                                    | Швајцарска                                                               |                                 |                                 | [ 132 ]                         |
| 26.                             | 24. март 2023.                                                           | Квалификације за Европско првенство                                      | Стадион Рајко Митић, Београд                                             | Србија                                                                   | 2 : 0                                                                    | Литванија                                                                |                                 |                                 | [ 133 ]                         |
| 26                              | Укупан број утакмица, постигнутих погодака и минута проведених на терену | Укупан број утакмица, постигнутих погодака и минута проведених на терену | Укупан број утакмица, постигнутих погодака и минута проведених на терену | Укупан број утакмица, постигнутих погодака и минута проведених на терену | Укупан број утакмица, постигнутих погодака и минута проведених на терену | Укупан број утакмица, постигнутих погодака и минута проведених на терену | 2                               |                                 | [ 134 ]                         |

## Трофеји и награде
Партизан
- Куп Србије: 2018/19.[41]

Ред бул Салцбург
- Бундеслига Аустрије: 2022/23.

Милан
- Суперкуп Италије: 2024.